# حسين أشكناني
حسين علي محسن أشكناني (مواليد 26 يناير 2002) هو لاعب كرة قدم كويتي محترف يلعب في مركز الدفاع مع النادي العربي ومنتخب الكويت لكرة القدم.